# あらきゆうこ
あらき ゆうこ（1974年2月21日 - ）は、日本のドラマー。鳥取県出身。
ソロ・プロジェクトmi-guや、様々なバンドのサポートドラマーとして活動している。

## 経歴
幼少期から足踏みオルガンやエレクトーンを習い始め、中学では吹奏楽でトロンボーンとユーフォニウムを学ぶ。中学3年時にドラムセットを購入し、浜田省吾、COBRA、UNICORNのコピーなどを行う。上京後、1997年にsmorgas結成、またスガシカオデビュー時のバックバンドとしての活動も行う。2001年、CORNELIUSのツアー・サポート、ソロ・プロジェクト「mi-gu」での活動をスタートさせ、京都メトロと、青山CAYの2ヵ所でイベントを開催。Charaのアルバム「夜明けまえ」のレコーディングにも参加。
サポート・ドラマーとして前述のCORNELIUS、スガシカオの他にも、Salyu、秦基博、Polaris、くるり、杏子、COIL、Dr.StrangeLove、清春などジャンルも様々、多岐に活動している。
その他にも、福耳への参加、チボ・マットの本田ゆか、ペトラ・ヘイデン、清水ひろたかと共に「if by yes」での活動、またオノ・ヨーコのYOKO ONO PLASTIC ONO BANDのレコーディングやライブ活動に参加している。

## ディスコグラフィ
- migu（2003年4月16日） - 日本・ヨーロッパ同時リリース
- From space（2006年9月6日）
- pulling from above（2009年9月6日）